# Menabe
Regija Menabe je jedna od 23 regije Madagaskara, u Provinciji Toliara. Upravno središte ove regije je grad Morondava.  
Menabe je bio dio Pokrajine Toliara, za vrijeme francuske kolonijalne uprave koja je trajala do 1960., od 2004. postao je regija, geografski taj kraj odgovara nekadašnjem Kraljevstvu Menabe.
Ime Menabe na malagaškom znači puno crvenog, a to se prvenstveno odnosi na boju zemlje u okolici grada.

## Zemljopisne karakteristike
Regija Menabe se nalazi na zapadu Madagaskara, sa sjeverozapada graniči regijom MelakY, s juga s regijom Atsimo-Andrefana a s istoka s regijama ; Amoron'i Mania i Vakinankaratra. Broj stanovnika ove regije, procjenjen je 2004. na 390 800, a ukupna površina na 46 121 km². Većinsko stanovništvo ove regije je malgaški narod Sakalava.
Regija Menabe podjeljena je na pet okruga:
- Ambatomainti
- Mahabo,
- Manja,
- Miandrivazo i
- Morondava

## Vanjske poveznice
- Službene stranice Regije Menabe  Arhivirana inačica izvorne stranice od 14. svibnja 2008. (Wayback Machine) (fr.)